# Mudrián
Mudrián es una localidad española del municipio de San Martín y Mudrián, perteneciente a la provincia de Segovia, en la comunidad autónoma de Castilla y León.

## Geografía
Pertenece al municipio de San Martín y Mudrián, del que es cabecera.

## Demografía
| 236           | 231 | 224 | 225 | 319 | 264 | 267 | 256 | 226 | 220 | 214 | 211 |
| (Fuente: INE) |     |     |     |     |     |     |     |     |     |     |     |

## Economía
La mayoría del pueblo vive del sector primario, ya que produce cereales para sus pastos, además de la fresa.
Industria alimentaria de productos precocinados, principalmente su fábrica de tortillas, y de elaboración de productos agrícolas (piensos).
- Datos: Q6025751
- Multimedia: Mudrián / Q6025751